# ロバート・マンデル
ロバート・アレクサンダー・マンデル（Robert Alexander Mundell、1932年10月24日 - 2021年4月4日）は、カナダ人の経済学者。コロンビア大学経済学科教授。1999年のノーベル経済学賞受賞者。

## 略歴
- 1932年 カナダのオンタリオ州キングストンで誕生。
- バンクーバーにあるブリティッシュコロンビア大学を卒業した。
- シアトルのワシントン大学でM.A.を取る。
- マサチューセッツ工科大学（MIT）に入る。
- 1956年　経済学のPhD(博士号）を取得。
- 1952年 スタンフォード大学とジョン・ホプキンズ大学で教える。
- 1961年 - 1965年 IMFで働く。
- 1965年 - 1972年 シカゴ大学経済学教授、かつ‘Jounal of Political Economics’の編集者となる。
- 1972年 - 1974年 カナダのウォータールー大学へ移る。
- 1974年 コロンビア大学経済学教授に就任。
- 1999年 ノーベル経済学賞を単独受賞した。
- 2001年 コロンビア大学で教員として最高位のUniversity Professorに就任。
- 2021年 4月4日、胆管癌でイタリアのシエーナで死去[1]。

## 受賞歴
- 1971年 - Guggenheim Prize
- 1983年 - Jaques Rueff Medal and Prize
- 1992年 - パリ大学名誉博士号
- 1995年 - 中国人民大学名誉教授
- 1997年 - アメリカ経済学会のDistinguished Fellow Award
- 1998年 - アメリカ芸術科学アカデミーのフェロー
- 2000年 - 中国人民大学名誉博士号
- 北京市のMundell International University of Entrepreneurshipは、同氏に因んで命名された。

## 主な貢献
1970年代以降は経済学界との交流を絶ち、かつての自分の学説を否定して、サプライサイド経済学が誕生する際のカリスマ的な役割を果たすこととなった。
- 「最適通貨圏理論」の構築（「最適通貨圏理論」の父と呼ばれる）
  - ユーロの構築への貢献（このため「ユーロの父」と呼ばれる[3]）
- 金本位制の運用に関する歴史的研究
- 1970年代に起きたインフレーションの予測
- マンデルフレミングモデル
- マンデルの定理
- マンデル=トービン効果 (Mundell–Tobin effect)

## 発言
- 世界の最適な通貨数は奇数で、3通貨未満が好ましいと主張している[4]。
- サブプライムローン問題に端を発するアメリカ発世界金融危機以降、アメリカと欧州とりわけユーロ圏の景気が停滞している中で2011年にFRBが量的緩和政策第2弾を終了した。それに関し、アメリカと欧州が景気2番底局面を迎えているものの景気悪化に陥る可能性は無いと述べている[5]。
- ユーロ圏の問題とりわけPIGS諸国をはじめとするユーロ圏の国々の債務問題（2010年欧州ソブリン危機）が国際的な問題であることを示唆しつつ、その問題の中心的存在であるギリシャのデフォルトは大規模な銀行取り付け騒ぎを誘発すると述べている[6]。
- 欧州中央銀行（ECB）が対ドルでのユーロ上昇を容認したため、域内高債務国の危機が悪化したと指摘している[7]。ユーロ上昇は欧州内での経済規模の小さい国にとっては「重大な事態」であり、欧州当局は独自の方法で資産購入を検討する必要があると述べている[7]。
- 中国の人民元は日本の円に取って代わる世界で3番目に重要な通貨だとし、ユーロ・ドル・人民元による新しい世界通貨体制を築くべきだと述べている[8]。

## 邦訳著書

### 単著
- 『国際経済の貨幣的分析』、柴田裕訳、東洋経済新報社、1976年
- 『マンデルの経済学入門』、竹村健一訳、ダイヤモンド社、2000年
- 『マンデル 貨幣理論』、柴田裕訳、ダイヤモンド社、2000年
- 『国際経済学』、渡辺太郎・箱木真澄・井川一宏共訳、ダイヤモンド社、2000年

## 参考
- Robert Mundell（英語）